# 오바라촌 (아이치현)
오바라촌(小原村)은 아이치현 니시카모군에 설치되었던 촌이다. 
2005년 4월 1일, 후지오카 정·오바라 촌, 히가시카모 군 아스케 정·시모야마 촌·아사히 정·이나부 정 4정 2촌이 도요타시에 편입 합병돼 오바라촌은 폐지되었다.

## 지리
아이치현 중앙부의 북쪽 끝에 있으며, 미카와 고원의 북서부에 위치하고 있었다[2].북쪽은 기후현 도키시와 기후현 에나군 아케치정, 남동쪽은 히가시카모군 아사히정, 남서쪽은 니시카모군 후지오카정에 접하고 있었다. 니시카모군의 정치 및 경제 중심지에서 멀리 떨어진 입지와 해발 300m 이상의 산지가 마을 지역의 대부분을 차지하기 때문에 과거 '니시카모군의 홋카이도'로 불렸다
오바라촌은 동서 길이는 10.7㎞, 남북 길이도 10.7㎞이다.면적은 74.5㎞2이며, 그 중 83%는 산림이다. 해발 500m 이상 지역이 20%, 해발 300-500m 지역이 60%, 해발 300m 이하 지역이 20%이다[3].연평균 기온은 14.1℃로 나고야시보다 1.5도 낮다. 연 강수량은 1670mm로 아이치현의 평야부와 비교하면 많다.

## 역사
- 1906년 7월 1일 - 도요하라촌, 후쿠하라촌, 기요하라촌, 혼조촌이 합병해 오바라촌이 성립하였다. 이 지역이 예로부터 아시스케노스케 오하라 향이라고 불렸던 데서 연유하고 있다.
- 2005년 4월 1일 - 도요타시에 편입합병돼 오바라촌은 폐지되었다.

## 교통

### 도로
- 국도 419호선